# 미곡창

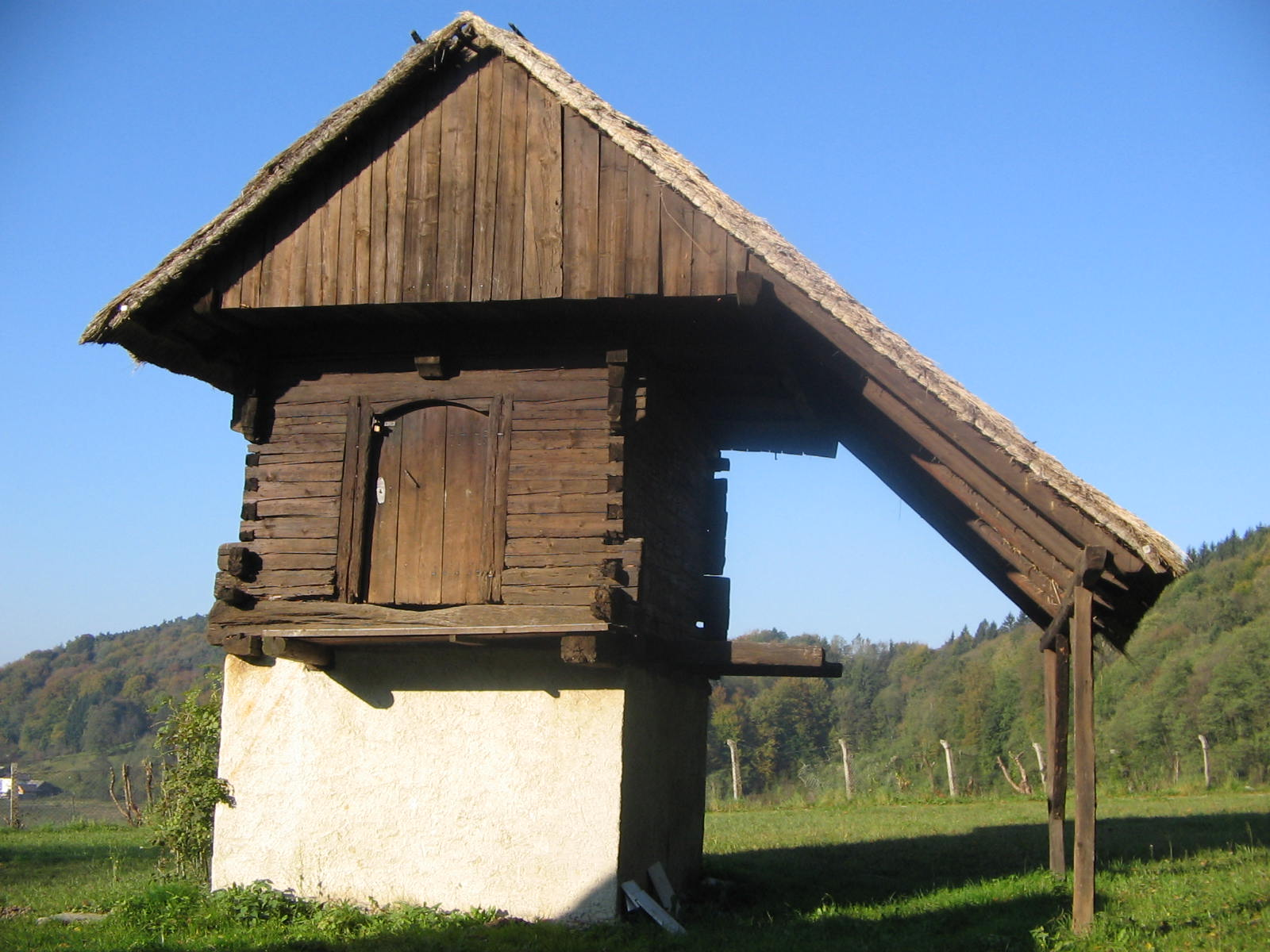
고전적인 형태의 미곡창 (2005년 슬로베니아 촬영).

미곡창(米穀倉, granary)은 곡물을 저장하는 건물이다. 식량 산출량이 높은 지역을 비유적으로 곡창지대(breadbasket)라고 한다.
고대로부터 곡물은 산적하여 저장되었다.  가장 오래된 곡물 저장의 흔적은 요르단 계곡의 신석기 시대 거주지에서 발견되었으며, 그 연대는 기원전 9500년경이다. 극초기에는 건물과 건물 사이의 공간에 저장공간이 위치하곤 했지만, 기원전 8500년경 전후로 저장공간이 건물 안으로 이동되었고, 기원전 7500년경부터는 미곡 저장 전용 방이 만들어지기 시작한다. 이런 초기 미곡창들은 크기가 3 × 3 미터 정도이고, 설치류와 해충의 출입을 막고 공기를 순환시키기 위해 바닥에서 떨어뜨려 놓았다.